# Купол А
Купол А або Купол Аргуса (англ. Dome A, Dome Argus) — льодовиковий купол Антарктичного плато, розташований за 1,200 км  в глиб Антарктиди. Вважається найхолоднішим тереном Землі, з температурами до -90 °C . Це найвище крижане поле Антарктиди, що складається з купола або піднесення 4091 м заввишки над рівнем моря. Він розташований біля центру Східної Антарктиди, приблизно на півдорозі між льодовиком Ламберта і Південним полюсом, на терені Австралійської антарктичної території.

## Опис
Купол Аргус знаходиться на масивному Східно-Антарктичному льодовиковому щиті, і є найвищою льодовиковою особливістю Антарктиди. Купол є рівниною з різницею висот візуально не помітною. Під щитом на глибині до  2400 м знаходиться хребет Гамбурцева.
Назва «Купол Аргуса" було надано Полярним дослідним інститутом Скотта з грецької міфології: Аргос побудував корабель, на якому Ясон і аргонавти подорожували.
Цей терен один з найпосушлівіших на Землі і отримує 10-30 мм снігу на рік. Температура на терені Куполу А опускається нижче -80°С майже щозими, а влітку рідко перевищує -10°C.
На куполі А знаходиться літня китайська науково-дослідна станція Куньлунь, а також система телескопів PLATO.